# Meunasah Ara (Syamtalira Aron)
Meunasah Ara is een bestuurslaag in het regentschap Aceh Utara van de provincie Atjeh, Indonesië. Meunasah Ara telt 523 inwoners (volkstelling 2010).